# 仙石廉
仙石 廉（せんごく れん、1990年10月2日 - ）は、埼玉県志木市出身の元プロサッカー選手。ポジションはミッドフィールダー。

## 来歴

### プロ入り前
志木市立志木第四小学校4年生、9歳の時に柏レイソルの下部組織に加入した。後に仙石、酒井宏樹、工藤壮人、武富孝介、山崎正登、比嘉厚平、指宿洋史、島川俊郎、畑田真輝という計9名のプロ選手を輩出した柏レイソルユース「黄金世代」の中心選手として活躍し、U-12からU-18まで同チームの主将を務めた。
ユース最終学年となった2008年、第32回日本クラブユースサッカー選手権（U-18）大会で準優勝を飾り、同大会のMIPを獲得。その直後に参加した第11回ビジャレアル国際ユーストーナメントでは、リヴァプール、アヤックス、セルティックといった強豪を破って3位に輝き、自身も大会MVPに選出された。この活躍が海外スカウトの目に留まり、同年11月にはオランダ1部リーグ・フェイエノールトのユース練習に参加。スペイン1部リーグのマジョルカからもプロC契約のオファーが届いたが、最終的に国内残留を決断し、酒井宏樹、工藤壮人、武富孝介、山崎正登、比嘉厚平と共にトップチームへ昇格した。

### 柏レイソル
2010年12月4日、J2第38節ザスパ草津戦でプロ初出場を果たしたが、トップチームでの公式戦出場はこの試合のみに留まり、同年末には留学という形でスペイン1部リーグ・エルクレスのBチーム練習に参加した。帰国後の翌年1月11日、ファジアーノ岡山への期限付き移籍が発表された。

### ファジアーノ岡山
2011年はリーグ戦16試合に出場し、同年12月15日、岡山に完全移籍することが発表された。翌年はボランチのポジションでレギュラーに定着し、累積警告により出場停止となった第12節横浜FC戦を除くリーグ戦全試合に出場した。

### AC長野パルセイロ
2015年、AC長野パルセイロへ期限付き移籍。2016年に完全移籍に移行した。

### 栃木SC
2017年、栃木SCに完全移籍。2018年8月、ガイナーレ鳥取へ期限付き移籍。シーズン終了後、期限付き移籍期間満了及び契約満了が発表された。
同年12月12日、フクダ電子アリーナで行われたJリーグ合同トライアウトに出場したが移籍先を決めず引退となった。

## 所属クラブ
ユース経歴
- 1997年 - 1999年 新座イレブン（志木市立志木第四小学校）
- 2000年 - 2002年 柏レイソルU-12（志木市立志木第四小学校）
- 2003年 - 2005年 柏レイソルU-15 （志木市立志木第二中学校）
- 2006年 - 2008年 柏レイソルU-18 （柏日体高等学校）

プロ経歴
- 2009年 - 2011年 柏レイソル
  - 2011年 ファジアーノ岡山（期限付き移籍）
- 2012年 - 2015年 ファジアーノ岡山
  - 2015年 AC長野パルセイロ（期限付き移籍）
- 2016年 AC長野パルセイロ
- 2017年 - 2018年 栃木SC
  - 2018年8月 - 同年12月 ガイナーレ鳥取（期限付き移籍）

## 個人成績
| 国内大会個人成績 | 国内大会個人成績 | 国内大会個人成績 | 国内大会個人成績 | 国内大会個人成績 | 国内大会個人成績 | 国内大会個人成績 | 国内大会個人成績 | 国内大会個人成績 | 国内大会個人成績 | 国内大会個人成績 | 国内大会個人成績 |
| 年度             | クラブ           | 背番号           | リーグ           | リーグ戦         | リーグ戦         | リーグ杯         | リーグ杯         | オープン杯       | オープン杯       | 期間通算         | 期間通算         |
| 年度             | クラブ           | 背番号           | リーグ           | 出場             | 得点             | 出場             | 得点             | 出場             | 得点             | 出場             | 得点             |
| 日本             | 日本             | 日本             | 日本             | リーグ戦         | リーグ戦         | リーグ杯         | リーグ杯         | 天皇杯           | 天皇杯           | 期間通算         | 期間通算         |
| ---------------- | ---------------- | ---------------- | ---------------- | ---------------- | ---------------- | ---------------- | ---------------- | ---------------- | ---------------- | ---------------- | ---------------- |
| 2009             | 柏               | 35               | J1               | 0                | 0                | 0                | 0                | 0                | 0                | 0                | 0                |
| 2010             | 柏               | 27               | J2               | 1                | 0                | -                | -                | 0                | 0                | 1                | 0                |
| 2011             | 岡山             | 28               | J2               | 16               | 0                | -                | -                | 2                | 1                | 18               | 1                |
| 2012             | 岡山             | 14               | J2               | 41               | 3                | -                | -                | 1                | 1                | 42               | 4                |
| 2013             | 岡山             | 7                | J2               | 28               | 0                | -                | -                | 2                | 0                | 30               | 0                |
| 2014             | 岡山             | 7                | J2               | 2                | 0                | -                | -                | 0                | 0                | 2                | 0                |
| 2015             | 長野             | 6                | J3               | 25               | 1                | -                | -                | 1                | 0                | 26               | 1                |
| 2016             | 長野             | 6                | J3               | 20               | 0                | -                | -                | 1                | 0                | 24               | 0                |
| 2017             | 栃木             | 16               | J3               | 29               | 0                | -                | -                | -                | -                | 29               | 0                |
| 2018             | 栃木             | 4                | J2               | 0                | 0                | -                | -                | 1                | 0                | 1                | 0                |
| 2018             | 鳥取             | 35               | J3               | 8                | 0                | -                | -                | -                | -                | 8                | 0                |
| 通算             | 日本             | 日本             | J1               | 0                | 0                | 0                | 0                | 0                | 0                | 0                | 0                |
| 通算             | 日本             | 日本             | J2               | 88               | 3                | -                | -                | 6                | 2                | 94               | 5                |
| 通算             | 日本             | 日本             | J3               | 82               | 1                | -                | -                | 2                | 0                | 84               | 1                |
| 総通算           | 総通算           | 総通算           | 総通算           | 170              | 4                | 0                | 0                | 8                | 2                | 178              | 6                |

出場歴
- Jリーグ初出場 - 2010年12月4日 J2第38節 ザスパ草津戦（正田醤油スタジアム群馬）
- 公式戦初得点 - 2011年10月8日 第91回天皇杯2回戦 ザスパ草津戦（正田醤油スタジアム群馬）
- Jリーグ初得点 - 2012年3月25日 J2第5節 モンテディオ山形戦（kankoスタジアム）

## タイトル

### クラブ
柏レイソル
- Jリーグ ディビジョン2 : 2010年

### 個人
- 日本クラブユースサッカー選手権 (U-18)大会 MIP : 2008年
- ビジャレアル国際トーナメント MVP : 2008年

## 代表歴

### 出場大会
- U-15日本代表
  - 2005年 - ディズニーアディダスカップ[16]

## 指導歴
- 2019年 - 2022年 横浜F・マリノス
  - 2019年 プライマリー アシスタントコーチ
  - 2020年 - 2021年 プライマリーU-11 コーチ
  - 2022年 スクールコーチ
- 2023年 - 柏レイソルU-12 コーチ